# 趙用光
趙用光，字哲臣，號涑陽，山西平陽府蒲州河津縣人，明朝政治人物。

## 生平
七月二十五日生，治礼记。萬曆十六年（1588年）戊子科山西鄉試第五名舉人，萬曆二十三年（1595年）乙未科進士。兵部觀政，選庶吉士，二十五年八月升翰林院检讨，七月编纂六曹章奏，十二月养病。二十八年四月復除原职，三十四年，典試江西，尋升右赞善，管理诰敕。三十七年升右諭德，典順天府鄉試。三十八年奉命册封肃府铅山王，次年升右庶子兼翰林院侍读，四十三年官至詹事府少詹事，掌翰林院事兼侍读学士。性孝友，居官清介，学以致知，主敬为宗，典文衡，拔文士丘毛伯等。所著有《苍雪轩文集》，河东巡盐李日宣为之序。

## 家族
曾祖趙軏。祖父趙九成，府照磨、贈奉直大夫禹州知州。父趙三聘，隆庆戊辰进士、四川按察副使。母柴氏，加贈宜人；继母袁氏，加封宜人。严侍下。娶高氏，子玄度、玄將、玄昆、玄毅。